# Сватоплук Т.
Сватоплук Турек (чеш. Svatopluk Turek, известен также под псевдонимом — Сва́топлук Т. (чеш. T. Svatopluk); 25 октября 1900, Годславице — 30 декабря 1972, Готвальдов, ЧССР) — чешский прозаик, детский писатель, художник.
Лауреат Государственной премии ЧССР (1954). Заслуженный художник ЧССР (1960). Член Коммунистической партии ЧССР (1924).

## Биография
Родился 25 октября 1900 года в Годславице в семье врача.
Окончил академию художеств в Праге (1922). Работал художником рекламного бюро фирмы Baťa в 1926–1933 г.
Во время оккупации Чехословакии в 1938—1945 г. участвовал в коммунистическом подполье.
Скончался 30 декабря 1972 года в Готвальдове.

## Творчество
Начал печататься в 1925 году. Первая книга «Ботострой» вышла в 1933 году.
Автор романов, повестей, сборников рассказов, пьес, киносценариев, документальных книг, книг для детей.
Произведения переведены на русский и украинский языки.

## Судебное разбирательство
В 1934 г. в Чехословакии проводился судебный процесс: владелец фирмы Baťa Ян Томаш Батя подал против писателя иск за книгу «Ботострой». В художественном произведении владелец фирмы, которого зовут Шеф, на деле является прототипом Томаша Бати, занимается фактической эксплуатацией рабочих, рукоприкладством на рабочем месте, уничтожением всякой индивидуальности трудящихся, лицемерием и терроризированием. В книге показаны рабочие будни, проходившие на заводах некой крупнейшей в стране и Европе обувной фирмы. В начале судебного разбирательства адвокат фирмы Baťa заявил, что книга, в которой содержатся слова «свинство», «балбес», «идиот», не может быть признана литературным произведением и содержит прямую клевету в отношении фирмы Baťa. Адвокат книги Иван Секанина сослался на книгу Похождения бравого солдата Швейка, но тогда суд не признал и эту книгу литературным произведением. Вопреки закону книга была изъята до судебного разбирательства. В квартире писателя проводились обыски без ордеров на обыск и без решения суда. Писатель книги и его адвокат Иван Секанина смогли добиться чтения полного текста повести в суде, и собирались впоследствии издать её в виде протоколов судебного разбирательства, но ни один издатель не согласился издавать книгу. В 1947 г. владелец фирмы Батя Верховным судом Чехословацкой республики был заочно объявлен государственным изменником, сотрудничавшим с германскими властями, спонсировавшим Гитлера. В 1948 книга была издана в социалистической Чехословакии, а в 1949 г. был издан русский перевод книги.

## Сочинения
- Ботострой: Роман (1933).
- Мёртвая земля: Роман (1936).
- Ангелы успеха: Роман (1937).
- О злом и добром: Сборник рассказов (1939).
- Человечек: Роман (1940).
- Трест Гордона подаёт в суд: Роман (1940).
- Лицо человека: Сборник рассказов (1941).
- Дом на Вифлеемской: Роман (1942).
- Без шефа: Роман (1953).
- Шведский мрамор: Повесть (1961).

## Избранная библиография
- Шведский мрамор: Повесть / Пер. с чеш. Аронович Е. А. — Прага: Лидове Накладательстви, 1978. — 184 с. — Тираж 50 000 экз. — На рус. яз.

## Награды
- Лауреат Государственной премии ЧССР (1954) — за роман «Без шефа»[3].